# Reno (comtat de Parker)
Reno és una població del Comtat de Parker a l'estat de Texas als Estats Units d'Amèrica.

## Demografia
Segons el cens dels Estats Units del 2000 Reno tenia 2.441 habitants., 851 habitatges, i 675 famílies. La densitat de població era de 74,5 habitants/km².
Dels 851 habitatges en un 39,5% hi vivien nens de menys de 18 anys, en un 62,6% hi vivien parelles casades, en un 12,3% dones solteres, i en un 20,6% no eren unitats familiars. En el 15,6% dels habitatges hi vivien persones soles el 5,2% de les quals corresponia a persones de 65 anys o més que vivien soles. El nombre mitjà de persones vivint en cada habitatge era de 2,87 i el nombre mitjà de persones que vivien en cada família era de 3,16.
Per edats la població es repartia de la següent manera: un 29,2% tenia menys de 18 anys, un 8% entre 18 i 24, un 31,6% entre 25 i 44, un 22,2% de 45 a 60 i un 8,9% 65 anys o més.
L'edat mediana era de 35 anys. Per cada 100 dones de 18 o més anys hi havia 96,8 homes.
La renda mediana per habitatge era de 41.179 $ i la renda mediana per família de 45.764 $. Els homes tenien una renda mediana de 37.356 $ mentre que les dones 25.000 $. La renda per capita de la població era de 17.557 $. Aproximadament el 10,3% de les famílies i el 10,7% de la població estaven per davall del llindar de pobresa.